# Naarda ascensalis
Naarda ascensalis là một loài bướm đêm thuộc họ Noctuidae.